# Landesregierung Hochleitner
Die Landesregierung Hochleitner unter Landeshauptmann Albert Hochleitner war die zweite Salzburger Landesregierung nach dem Zweiten Weltkrieg.
Hochleitner wurde am 12. Dezember 1945 durch den Salzburger Landtag zum Landeshauptmann gewählt. Bis zum 4. Dezember 1947 war Albert Hochleitner Landeshauptmann von Salzburg. Er trat wegen angeblicher Unregelmäßigkeiten bei einer Staatsbürgerschaftsverleihung zurück, sein Nachfolger wurde Josef Rehrl, der Bruder des langjährigen Landeshauptmannes der Vorkriegszeit Franz Rehrl.
Der Landtag leitete in der Folge eine Untersuchung ein, die ergebnislos blieb und Hochleitner später vollkommen rehabilitierte.

## Regierungsmitglieder
Landeshauptmann
- Albert Hochleitner

Stellvertreter
- Franz Peyerl
- Adolf Schemel

Landesräte
- Bartholomäus Hasenauer
- Heinz Kraupner